# Donovan Williams
Donovan Kennedy Williams (ur. 6 września 2001 w Houston) – amerykański koszykarz, występujący na pozycji rzucającego obrońcy lub niskiego skrzydłowego.
W 2022 reprezentował Brooklyn Nets podczas rozgrywek letniej ligi NBA w Las Vegas.
28 września 2023 został zawodnikiem Golden State Warriors. 16 października 2023 opuścił klub.

## Osiągnięcia
Stan na 2 listopada 2023, na podstawie, o ile nie zaznaczono inaczej.
NCAA
- Uczestnik rozgrywek turnieju NCAA (2021)
- Mistrz turnieju konferencji Big 12 (2021)
- Zaliczony do:
  - I składu Academic All-Big 12 Rookie Team (2020)
  - II składu Academic All-Big 12 (2021)